# Tronco del encéfalo
El tronco del encéfalo, tronco cerebral o tallo cerebral ubicado en la parte del cuello anterior está formado por el mesencéfalo, la protuberancia anular (o puente troncoencefálico) y el bulbo raquídeo (también llamado médula oblongada). Es la mayor ruta de comunicación del cerebro, la médula espinal y los nervios periféricos. También controla varias funciones incluyendo la respiración, regulación del ritmo cardíaco y aspectos primarios de la localización del sonido. Formado por sustancia gris y blanca. 

## Componentes
La sustancia gris forma núcleos dentro de la sustancia blanca, que se pueden subdividir en tres tipos:
1. Centros segmentarios que representan el origen real de los pares craneales.
2. Núcleos del tronco cerebral que incluyen:
  1. Relevos de vías sensitivas.
  2. Origen de vías de asociación del tronco cerebral.
  3. Origen de vías motoras involuntarias (vía extrapiramidal).
3. Formación o sustancia reticular: conjunto de neuronas que ejerciendo un efecto facilitador o inhibidor interviene en varios procesos como, por ejemplo, el estado de sueño-vigilia.

## Núcleos de origen de los pares craneales
Los núcleos somatomotores se dividen en dos columnas:
- Una dorsal, cercana a la línea media que es la encargada de la inervación motora de los músculos de origen somítico (músculos motores extrínsecos del ojo y músculos de la lengua) e incluye los núcleos:

1. Nervio oculomotor común (MOC) o III par: localizado en la parte alta del mesencéfalo, próximo al acueducto de Silvio. De este núcleo saldrá el nervio MOC o III par craneal.
2. Patético, IV par o nervio troclear: en la parte baja del mesencéfalo. De él saldrá el nervio patético o IV par craneal cuyas fibras serán contralaterales.
3. Motor ocular externo (MOE) o VI par: localizado a nivel de la protuberancia.
4. Hipogloso mayor o XII par: en la parte inferior de la protuberancia y parte superior del bulbo; de él sale el XII par craneal o nervio hipogloso que inervará a los músculos de la lengua.

- Una ventral, ubicada por fuera y hacia adelante de la previa y que brinda inervación a las estructuras derivadas de los arcos y hendiduras branquiales y comprende los núcleos:

1. Motor del trigémino o núcleo masticador: es el más superior de la protuberancia. De él salen fibras nerviosas que componen el nervio masticador que se incorporará al trigémino o V par craneal.
2. Facial o VII par: en la parte baja de la protuberancia. De aquí sale el nervio facial o VII par craneal. Al salir, su axón se dirige primero a la línea media, rodea al núcleo del MOE y forma así la primera rodilla del facial (hay que tener en cuenta que este hecho se da en el lado izquierdo y en el derecho). Tras esto sale del tronco del encéfalo lateralmente.
3. Ambiguo: constituido por dos núcleos unidos. Se extiende a lo largo del bulbo y la protuberancia (menos en este última). Es el origen de las fibras somatomotoras, de arriba hacia abajo, del glosofaríngeo, neumogástrico, (o vago) .
4. Accesorio o espinal: es el más inferior. De él sale el nervio accesorio (XI par craneal). Algunos autores lo consideran como constituyente del núcleo ambiguo. Se continuará en la médula espinal cervical con el núcleo del nervio espinal.

Los núcleos somatosensitivos donde, al igual que en los anteriores, también pueden describirse dos columnas:
- Una dorsal, que comprende los núcleos:

1. estatoacústicos, que pueden subclasificarse en núcleos vestibulares, relacionados con el equilibrio, están ubicados en el ángulo externo del piso del cuarto ventrículo en donde forma la eminencia o trígono acústico, se describen principalmente 3 (Schwalbe o núcleo principal, Deiters y Bechterew) y núcleos cocleares, son dos el núcleo coclear dorsal y el núcleo coclear ventral y representan el primer relevo de las vías auditivas;
2. núcleo del fascículo solitario, se corresponde al ala blanca externa del piso del cuarto ventrículo y es el origen real del intermediario de Wrisber (VII bis); del glosofaríngeo (IX) y por último del nervio vago (X); la parte superior, en donde se originan las fibras del VII bis y el IX, forma el núcleo gustativo;

- una ventral, que comprende el núcleo del trigémino (V par) o núcleo gelatinoso de Rolando. Se extiende a lo largo del tronco del encéfalo, desde el sector inferior de la calota de los pedúnculos cerebrales hasta la parte inferior del bulbo donde se continúa con la sustancia gelatinosa de Rolando. Tiene una parte media de mayor diámetro a nivel de la protuberancia afinándose hacia los extremos. Es el primer relevo de las fibras sensitivas del V par.

Los núcleos visceromotores forman una columna que se encuentra hacia afuera de las columnas previas y engloba lo siguiente:
- Los núcleos de la motilidad intrínseca del ojo que son el núcleo mediano de Perlia (convergencia de la mirada) y los núcleos de Edinger (acomodación y contracción pupilar).
- El núcleo lacrimomuconasal da fibras que se suman a las del VII par y controlan la secreción lagrimal y mucosa de las fosas nasales.
- Los núcleos salivales:
  - Superior, es el origen de las fibras viscerales del nervio intermediario de Wrisberg (VII bis) que inervan las glándulas submaxilar y sublingual.
  - Inferior, se suman a las fibras del glosofaríngeo (IX) que inervan a la glándula parótida.
- El núcleo cardioneumoentérico es el origen de las fibras cardíacas, respiratorias y digestivas del X par.

Y, por último, los núcleos viscerosensivos, de los cuales el único bien diferenciado es el núcleo dorsal del vago que se corresponde con el ala gris del piso del cuarto ventrículo.

## Vías de asociación del tronco del encéfalo
Son fibras que conectan diferentes núcleos entre sí dentro del tronco cerebral, aunque algunas de ellas pueden llegar hasta la médula o incluso el cerebelo. Existen vías que interconectan los centros derechos e izquierdos que son transversales:
1. Internucleares oculocefalógiras transversales que asocian a los núcleos de los nervios motor ocular común y externo derecho e izquierdo permitiendo el movimiento conjugado de los ojos.
2. Fibras arciformes del bulbo que pertenecen a las vías cerebelosas, y vías verticales, estas últimas representadas principalmente por dos grupos de fibras llamados:
1. Cintilla Longitudinal Posterior o Fascículo Longitudinal Medial: que comprende fibras que van desde las proximidades del piso del tercer ventrículo o el extremo superior del acueducto de Silvio, más precisamente del núcleo de Darkschewitsch, hasta la médula cervical y está especialmente relacionado con el control reflejo de los movimientos de la cabeza y los ojos. Transcurre por la línea media, a nivel peduncular lo hace inmediatamente por delante del acueducto de Silvio y a nivel bulboprotuberancial se encuentra por delante de la sustancia gris del piso del 4.º ventrículo. Comprende:
- Fibras que nacen en los núcleos vestibulares superior o de Bechterew y medial o de Schwalbe formando lo que se conoce como fascículo vestibulomesencefálico de Van Gehuchten o fascículo vestibulooculógiro. Las fibras que se originan del núcleo vestibular superior ascienden por el Fascículo Longitudinal Medial homolateral hacia los núcleos oculomotores (III, IV y VI), algunas fibras cruzan la línea media hacia el complejo oculomotor contralateral en la parte caudal del mesencéfalo; mientras las que nacen del núcleo vestibular medial se proyectan de manera bilateral hacia los núcleos de los músculos extraoculares con predominio contralateral, dando además fibras descendentes que son directas y se dirigen hacia el núcleo del XI par craneal y la sustancia gris del asta anterior de los primeros segmentos cervicales. De esta manera queda constituida una vía refleja de coordinación de los movimientos oculares con los de la cabeza y el cuello y de respuesta oculocefalógira a estímulos nerviosos originados en los conductos semicirculares del oído interno. Las fibras cruzadas ejercen un efecto excitatorio y las directas un efecto inhibitorio.

- Haces de fibras originadas en las neuronas internucleares del VI par craneal, cruzan la línea media y finalizan en el núcleo del III par craneal contralateral, más precisamente, en las neuronas que inervan el músculo recto interno, brindando la conexión neural que permite los movimientos conjugados de los ojos en forma lateral. Algunas de las fibras ascendentes continúan más allá de los núcleos oculomotores para terminar en el núcleo intersticial de Cajal

- Fibras que nacen en los núcleos vegetativos hipotalámicos (de la porción medial y periventricular) y terminan en la sustancia gris periacueductal del mesencéfalo y el techo. Algunas fibras pueden alcanzar núcleos vegetativos bulboprotuberanciales, como el núcleo dorsal del rafe y los núcleos tegmentarios laterodorsal y dorsal (fascículo de Schütz o longitudinal dorsal).

- Fibras que parten de los tubérculos mamilares y se distribuyen por la sustancia reticular de la calota (núcleos dorsal y ventral de la calota) y de la protuberancia (fascículo de Gudden o mamilotegmental).

- Y por último, fibras que nacen en el núcleo de Darkschewitsch y terminan en el núcleo del VI par.

2. Fascículo central de la calota: Forma parte de las vías extrapiramidales. Se encuentra por delante y por fuera de la cintilla longitudinal medial. Contiene fibras descendentes que se dirigen desde los núcleos mesencefálicos (núcleo rojo) y, probablemente, de los núcleos optoestriados hasta la sustancia reticular del bulbo, el complejo olivar inferior y la médula cervical alta; y ascendentes que parten de la formación reticular bulbar (núcleo reticular giganto celular) y finalizan en los núcleos intralaminares rostrales talámicos. Son estas últimas las que intervendrían en el despertar.